# René de Borst
René de Borst (Haia, 22 de fevereiro de 1958) é um engenheiro neerlandês. É professor de mecânica e ciência dos materiais na Universidade Tecnológica de Eindhoven.

## Publicações selecionadas
- Editor com Erwin Stein e Thomas J.R. Hughes Encyclopedia of Computational Mechanics, 3 Bände, Wiley 2004
- Editor com Ekkehard Ramm: Multiscale methods in computational mechanics, Springer 2010 (darin von Borst, M. V.  Cid Alfaro, A. S. J. Suiker Multiscale Modelling of the Failure Behaviour of fibre reinforced laminates)
- Fundamentals of Discretization Methods, Computational methods in buckling and instability in Richard Blockley, Wei Shyy (Hrsg.) Encyclopedia of Aerospace Engineering, Band 3, Wiley 2010
- mit J. J. C. Remmers Numerical models for self healing mechanisms, in S. van der Zwaag Self Healing Materials An Alternative Approach to 20 Centuries of Materials Science, Springer Series in Materials Science , Vol. 100, 2007
- com J. J. C. Remmers Numerical Modelling: Delamination buckling, in A. Vlot, J. W. Gunnink Fibre Metal Laminates - an introduction, Kluwer, 2001, p. 281-297
- com M. G. D. Geers, R. H. J. Peerlings Computational Fracture Mechanics in Concrete Technology,in A. Carpenteri, M. Aliabadi Computational damage mechanics, 1999, p. 23-69
- com M. G. D. Geers, R. H. J. Peerlings, W. A. M. Brekelmans Material Instabilities in Solids, in R. de Borst, E. van der Giessen (Editor) Higher-order damage models for the analysis of fracture in quasi-brittle materials, Wiley 1998, p. 405-423
- com J. J. C. Remmers, A. Needleman The simulation of dynamic crack propagation using the cohesive segments method, J. Mech. Phys. Solids, Band 56, 2008, p. 70-92
- Challenges in computational materials science: Multiple scales, multi-physics and evolving discontinuities, Comp. Mat. Sci., Band 43, 2008, p. 1-15